# ジュニアータ郡 (ペンシルベニア州)
ジュニアータ郡（英: Juniata County）は、アメリカ合衆国ペンシルベニア州の中央部に位置する郡である。2010年国勢調査での人口は24,636人であり、2000年の22,821人から8.0%増加した。郡庁所在地はミフリンタウン・ボロ（人口936人）であり、同郡で人口最大の町でもある。ジュニアータ郡は1831年3月2日にミフリン郡から分離して設立された。郡名はジュニアータ川から採られた。

## 地理
アメリカ合衆国国勢調査局に拠れば、郡域全面積は394平方マイル (1,020.5 km2)であり、このうち陸地392平方マイル (1,015.3 km2)、水域は2平方マイル (5.2 km2)で水域率は0.50%である。

### 隣接する郡
- スナイダー郡 - 北
- ノーサンバーランド郡 - 東
- ドーフィン郡 - 南東
- ペリー郡 - 南
- フランクリン郡 - 南西
- ハンティンドン郡 - 西
- ミフリン郡 - 北西

## 人口動態
以下は2000年国勢調査による人口統計データである。
| 基礎データ - 人口: 22,821人 - 世帯数: 8,584 世帯 - 家族数: 6,463 家族 - 人口密度: 22人/km2（58人/mi2） - 住居数: 10,031 軒 - 住居密度: 10軒/km2（26軒/mi2） 人種別人口構成 - 白人: 98.05% - アフリカン・アメリカン: 0.37% - ネイティブ・アメリカン: 0.14% - アジア人: 0.25% - 太平洋諸島系: 0.17% - その他の人種: 0.50% - 混血: 0.51% - ヒスパニック・ラテン系: 1.62% 先祖による構成 - ドイツ系：45.4% - アメリカ人：20.2% - アイルランド系：5.7% - イギリス系：5.0% 言語による構成 - ペンシルベニアドイツ語、ドイツ語、オランダ語：3.95% - スペイン語：1.63% | 年齢別人口構成 - 18歳未満: 25.0% - 18-24歳: 8.0% - 25-44歳: 28.1% - 45-64歳: 23.8% - 65歳以上: 15.2% - 年齢の中央値: 38歳 - 性比（女性100人あたり男性の人口） - 総人口: 99.0 - 18歳以上: 96.4 世帯と家族（対世帯数） - 18歳未満の子供がいる: 33.0% - 結婚・同居している夫婦: 64.6% - 未婚・離婚・死別女性が世帯主: 6.3% - 非家族世帯: 24.7% - 単身世帯: 21.1% - 65歳以上の老人1人暮らし: 10.5% - 平均構成人数 - 世帯: 2.60人 - 家族: 3.01人 |

## 言語と方言
郡内では中部ペンシルベニア州アクセントが通常に話されている。
ラテンアメリカや東南アジアから、郡内最大雇用主であるエンパイア・コーシャー・プールトリー（養鶏業）で働くために移動してきた移民労働者が多い。これら移民はスペイン語など他の言語を第一言語として話している。英語についてはその流暢さに様々な程度がある。

## 都市と町

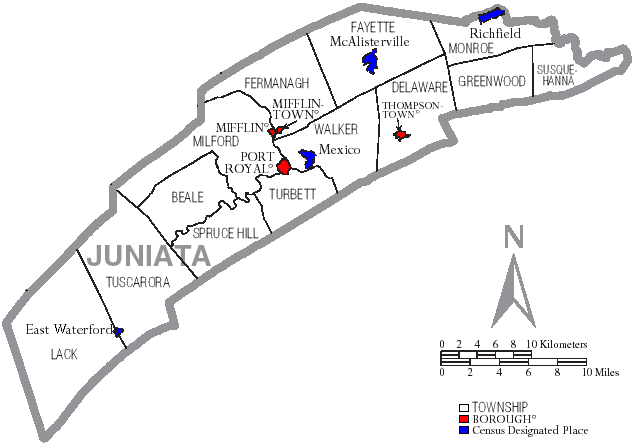
ジュニアータ郡の自治体、ボロは赤、タウンシップは白、国勢調査指定地域は青

ペンシルベニア州法の下では4種類の自治体がある。市、ボロ、タウンシップ、町である。

### ボロ
| - ミフリン - ミフリンタウン - 郡庁所在地 | - ポートロイヤル - トンプソンタウン |

### タウンシップ
| - ビール - デラウェア - ファイエット - ファーマナー - グリーンウッド - ラック - ミルフォード | - モンロー - スプルースヒル - サスケハナ - ターベット - タスカローラ - ウォーカー |

### 国勢調査指定地域
国勢調査指定地域はアメリカ合衆国国勢調査局が人口統計データを取るために設定した地域である。州法の下では実際の司法権が及ぶ範囲ではない。
| - イーストセイラム - イーストウォーターフォード - マカリスタービル | - メキシコ - リッチフィールド |

### 未編入の町
| - アーチロック - バンカータウン - タスカローラ - イーストセイラム - バンダイク | - クロスキーズ - リッキングクリーク - イーブンデール - ヌーク - センター | - ウォルナット - オリエンタル - セブンスターズ - ファウツバレー - オールドポート | - ブラックログ - ドマーズエフィシャンシー - ハニーグローブ - バンワート - オークランドミルズ | - リーズギャップ - パーティビル - ビール - マウントプレザント - スプルースヒル |

## 教育

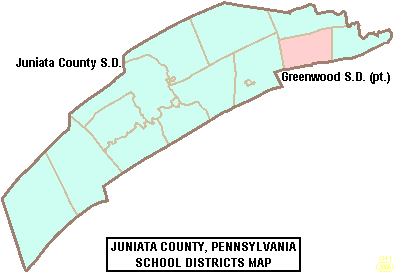
ジュニアータ郡教育学区の区分図

### 公共教育学区
- ジュニアータ郡教育学区
- グリーンウッド教育学区

## アカデミア・ポメロイ屋根付き橋
径間278フィート (85 m) のアカデミア・ポメロイ屋根付き橋は州内に現存する屋根付橋では最長のものであり、スプルースヒルとビール・タウンシップを分けるタスカローラ・クリークに架かっている。1962年からジュニアータ郡歴史協会が所有し、アメリカ合衆国国家歴史登録財に指定されている。

## メディア
郡内では「スタンディング・ストーン・ニューズ」が発行されている。